# Крафтшлаг
„Крафтшлаг“ е неонацистка музикална група, основана през 1989 година в град Итцехое (Itzehoe), провинция Шлезвиг-Холщайн, Германия.
Групата получава подкрепа от международната неонацистка организация „Кръв и чест“, забранена в Германия. През 2004 година участва в концерт, организиран от неонацистката Национал-демократическа партия на Германия.

## Дискография
Албуми:
- 1990 – „Kraftschlag“
- 1991 – „Live in Weimar“
- 1995 – „Nordwind“
- 1996 – „Waffenbrüder“
- 1996 – „Festung Europa“
- 1997 – „Alles oder Nichts“
- 1997 – „Weltmeister '98“
- 1997 – „Nach zehn Jahren/After 10 years“
- 1999 – „Rechtsrock“
- 1999 – „Trotz Verbot Nicht Tot“
- 2000 – „Deutsch Geboren“
- 2000 – „Live in Club Valhalla“
- 2000 – „Mein Name Ist Deutschland“
- 2000 – „Schnaps & Bier“
- 2000 – „Unsre Zukunft“
- 2000 – „Wird dieses Land uns je verstehen?“
- 2001 – „12 Jahre wie brennendes Benzin“
- 2001 – „Gegenwind“
- 2001 – „Wird dieses Land uns je verstehen ?“
- 2001 – „Voor Rike/Unser Reich“
- 2003 – „Musik Attacke“
- 2004 – „Götter des Krieges“
- 2005 – „Die wilden Jahre - Hits vom Index“